# Rustaweli (stacja metra)
Rustaweli – stacja tbiliskiego metra należąca do linii Gldani-Warketili. Stacja jest zlokalizowana na placu Rustawelego. Stacja została otwarta w dniu 11 stycznia 1966 roku.
Stacja znajduje się na głębokości 60 metrów.